# Servei d'allotjament de fitxers
|  | No s'ha de confondre amb Emmagatzematge al núvol. |

Un servei d'allotjament de fitxers, proveïdor d'emmagatzematge de fitxers en línia' o cyberlocker, és un servei web d'allotjament de fitxers a Internet, dissenyat específicament per allotjar fitxers de l'usuari. Aquests serveis permeten als usuaris penjar fitxers als quals es pot accedir a través d'Internet després de proporcionar un nom d'usuari i una contrasenya o una altra autenticació. Normalment, els serveis d'allotjament de fitxers permeten accés HTTP i, en alguns casos, FTP access. La majoria de serveis ofereixen una versió gratuïta i/o sense registre. Altres serveis relacionats inclouen serveis d'allotjament de visualització de contingut (és a dir, vídeo i imatge), emmagatzematge virtual i còpia de seguretat remota.

## Diferències amb "Emmagatzematge al núvol"
"File-Hosting Service"
- Usos: 1.- Compartir arxius grans via enllaç. 2.- Distribució de contingut sense registre.

- Limitacions:  Temps d’inactivitat => Esborrat d’arxius.

"Cloud Storage"
- Usos: 1.- Backup automàtic de dispositius. 2.-Treball col·laboratiu en documents (ex: Google Docs).

- Tecnologia: Sincronització delta (només canvis).

## Usos

### Allotjament de fitxers
Hi ha serveis d'allotjament de fitxers que s'encarreguen només de proporcionar les seves prestacions a particulars, oferint una espècie d'"allotjament en xarxa" dirigits a fer còpies de seguretat d'arxius o a l'accés i distribució d'aquests. Els usuaris poden pujar els seus arxius i compartir-los públicament o mantenir-los protegits amb contrasenya.
Altres serveis d'intercanvi d'arxius permeten als usuaris compartir i treballar alhora amb els documents. Originàriament, aquests serveis estaven orientats per treballar amb fitxers PDF, documents de processador de textos i fulls de càlcul. No obstant això, molts serveis d'allotjament d'arxius ara tenen com a objectiu permetre als usuaris compartir i sincronitzar arxius de tota mena de formats a través de diversos dispositius.

### Sincronització de fitxers (Cloud)
La sincronització de fitxers (també anomenada Cloud) és un servei que ofereixen les empreses d'allotjament d'arxius i que permet als usuaris establir un lloc determinat en cadascun dels seus dispositius on es poden sincronitzar els documents amb l'espai assignat al núvol.

### Allotjament enmemòria cau
Un altre tipus de servei que poden oferir les empreses d'allotjament d'arxius és l'anomenat content caching, que consisteix en l'emmagatzematge temporal de la informació d'una plana web perquè, si el servei (pàgines web personals, d'empreses o de qualsevol tipus) experimenta cap problema de connexió i cau, es pugui recuperar aquesta informació allotjada anteriorment en les carpetes temporals.

## Allotjament immediat
L'allotjament instantani o allotjament immediat (one-click hosting en anglès, allotjament d'un sol clic literalment) és un servei web que permet a qualsevol internauta pujar fàcilment qualsevol tipus de fitxer des del seu disc dur al servidor d'allotjament.

## Infracció dels drets d'autor (copyright)
Els serveis d'allotjament d'arxius també es poden utilitzar com a mitjà per distribuir o compartir arxius sense el consentiment del propietari. Quan una persona vol pujar un document a qualsevol servei d'allotjament de fitxers, primer s'ha d'assegurar de què aquest document no infringeix cap norma relacionada amb la llei de copyright.

## Serveis d'allotjament de fitxers

### Allotjament permanent
| Marca        | Companyia    | Ubicació de la seu de la companyia     | Ubicació del servidor | Disponible en català | Espai d'emmagatzematge gratuït | Espai d'emmagatzematge de pagament | Encriptació | Protocol zero-knowledge | Compartició de fitxers | Col·laboració dins l'aplicació | Edició de documents |
| ------------ | ------------ | -------------------------------------- | --------------------- | -------------------- | ------------------------------ | ---------------------------------- | ----------- | ----------------------- | ---------------------- | ------------------------------ | ------------------- |
| Amazon Drive | Grup Amazon  | EUA, UK i Luxemburg                    | EUA                   | No                   | 5 GB                           | Fins a 30 GB                       | No          | No                      | Sí                     | No                             | No                  |
| Box          | Grup Box Inc | UK i EUA                               | ?                     | No                   | 10 GB                          | Il·limitat                         | Sí          | No                      | Sí                     | Sí                             | No                  |
| Dropbox      | Grup Dropbox | EUA iIrlanda                           | EUA                   | No                   | 2 GB                           | Il·limitat                         | Sí          | No                      | Sí                     | Sí                             | Sí                  |
| Google Drive | Grup Google  | Irlanda, UK i EUA                      | EUA                   | Sí                   | 15 GB                          | Fins a 30 TB                       | Sí          | No                      | Sí                     | Sí                             | Sí                  |
| iCloud Drive | Grup Apple   | EUA, Canadà, Japó, Austràlia i Irlanda | EUA                   | Sí                   | 5 GB                           | Fins a 2 TB                        | Sí          | No                      | No                     | Sí                             | Sí                  |
| Mega         | Mega Limited | Nova Zelanda                           | UE                    | No                   | 15 GB                          | Fins a 16 TB                       | Sí          | Sí                      | Sí                     | No                             | No                  |
| OneDrive     | Microsoft    | EUA                                    | EUA                   | Sí                   | 5 GB                           | Fins a 5 TB                        | Sí          | No                      | Sí                     | Sí                             | Sí                  |
| Sync.com     | Sync.com Inc | Canadà                                 | Canadà                | No                   | 5 GB                           | Fins a 2 TB                        | Sí          | Sí                      | Sí                     | Sí                             | No                  |
| Tresorit     | Tresorit AG  | Suïssa                                 | UE                    | No                   | 3 GB                           | Il·limitat                         | Sí          | Sí                      | Sí                     | No                             | No                  |
| pCloud       | pCloud AG    | Suïssa                                 | EUA                   | No                   | 10 GB                          | Fins a 2 TB                        | Sí          | Sí                      | Sí                     | No                             | No                  |

### Allotjament temporal
| Web              | Companyia                      | Ubicació de la seu de la companyia | Ubicació del servidor | Disponible en català | Pes màxim per missatge             | Opció de xifratge | Opció de contrasenya | Permet modificar preferències | Preu                |
| ---------------- | ------------------------------ | ---------------------------------- | --------------------- | -------------------- | ---------------------------------- | ----------------- | -------------------- | ----------------------------- | ------------------- |
| Va.cat           | Fundació PuntCAT i Dinahosting | Espanya                            | Espanya               | Sí                   | 2 GB                               | Sí                | Sí                   | Sí                            | Gratuït             |
| send.firefox.com | Mozilla                        | EUA                                | EUA                   | Sí                   | 1 GB o 2,5 GB (usuaris registrats) | No                | No                   | No                            | Gratuït             |
| wetransfer.com   | WeTransfer                     | Països Baixos                      | Irlanda               | No                   | 2 GB o 20 GB (pagament)            | No                | Sí (pagament)        | Sí (pagament)                 | Opcions de pagament |